# Viola Davis
Viola Davis   (St. Matthews, 11 d'agost de 1965) és una actriu estatunidenca de cinema, televisió i teatre. Ha estat guanyadora d'un Oscar, un Globus d'Or, un BAFTA, cinc Premis del Sindicat d'Actors, un Premi Emmy i dos premis Tony.
Coneguda per les seves intervencions en pel·lícules com Antwone Fisher (2002), Solaris (2002), El dubte (2008), Knight and Day (2009), Menja, resa, estima (2009) i The Help, entre d'altres, ha destacat tant en cinema i televisió com en teatre i és una de les poques actrius que ha aconseguit guanyar l'EGOT: l'Emmy, el Grammy, l'Oscar, i el Tony.

## Filmografia

### Cinema
| Any  | Títol                                    | Paper                  | Notes |
| ---- | ---------------------------------------- | ---------------------- | --- |
| 1996 | The Substance of Fire                    | Infermera              | |
| 1998 | Un embolic molt perillós (Out of Sight)  | Moselle Miller         | |
| 1998 | Miss Apprehension and Squirt             | Sharon Hughes          | |
| 2000 | Traffic                                  | Treballadora social    | |
| 2001 | The Shrink Is In                         | Robin                  | |
| 2001 | La Kate i en Leopold (Kate & Leopold)    | Policia                | |
| 2002 | Antwone Fisher                           | Eva May                | |
| 2002 | Lluny del cel (Far from Heaven)          | Sybil                  | |
| 2002 | Solaris                                  | Gordon                 | |
| 2005 | Get Rich or Die Tryin'                   | Àvia                   | |
| 2006 | The Architect                            | Tonya Neely            | |
| 2006 | World Trade Center                       | Mare a l'hospital      | |
| 2007 | Disturbia                                | Detectiu Parker        | |
| 2008 | Nits de tempesta (Nights in Rodanthe)    | Jean                   | |
| 2008 | El dubte (Doubt)                         | Sra. Miller            | Nominació − Oscar a la millor actriu secundària Nominació − Globus d'Or a la millor actriu secundària                          |
| 2009 | Madea Goes to Jail                       | Ellen                  | |
| 2009 | L'ombra del poder (State of Play)        | Dra. Judith Franklin   | |
| 2009 | Law Abiding Citizen                      | Alcaldessa April Henry | |
| 2010 | Knight and Day                           | Directora George       | |
| 2010 | Menja, resa, estima (Eat Pray Love)      | Delia                  | |
| 2010 | It's Kind of a Funny Story               | Dra. Minerva           | |
| 2010 | Confia en mi                             | Gail Friedman          | |
| 2011 | The Help                                 | Aibileen Clarck        | Nominació − Oscar a la millor actriu Nominació − Globus d'Or a la millor actriu dramàtica Nominació − BAFTA a la millor actriu |
| 2011 | Tan fort i tan a prop                    | Abby Black             | |
| 2012 | Won't Back Down                          | Nona Alberts           | |
| 2013 | Beautiful Creatures                      | Amma                   | |
| 2013 | Prisoners                                | Nancy Birch            | |
| 2013 | The Disappearance of Eleanor Rigby: Her  | Lilian Friedman        | |
| 2013 | The Disappearance of Eleanor Rigby: Him  | Lilian Friedman        | |
| 2013 | El joc de l'Ender (Ender's Game)         | Alcaldessa Anderson    | |
| 2014 | The Disappearance of Eleanor Rigby: Them | Professora Friedman    | |
| 2014 | Get on Up                                | Susie Brown            | |
| 2015 | Blackhat                                 | Carol Barrett          | |
| 2015 | Lila & Eve                               | Lila                   | |
| 2016 | Custody                                  | Martha Schulman        | |
| 2016 | L'esquadró suïcida (Suicide Squad)       | Amanda Waller          | |
| 2016 | Fences                                   | Rose Maxson            | Oscar a la millor actriu secundària Globus d'Or a la millor actriu secundària BAFTA a la millor actriu secundària              |

### Televisió
| Any          | Títol                             | Paper                     | Notes |
| ------------ | --------------------------------- | ------------------------- | --- |
| 2000         | City of Angels                    | Infermera Lynnette Peeler | 24 episodis |
| 2002         | CSI                               | Advocada Campbell         | 1 episodi |
| 2004         | Century City                      | Hannah Crane              | 9 episodis |
| 2006         | Without a Trace                   | Audrey Williams           | 1 episodi |
| 2007         | Traveler                          | Agent Jan Marlow          | 8 episodis |
| 2008         | The Andromeda Strain              | Dra. Charlene Barton      | 3 episodis |
| 2008         | Brothers & Sisters                | Ellen Snyder              | 1 episodi |
| 2008         | Law & Order: Special Victims Unit | Donna Emmett              | 7 episodis |
| 2010         | United States of Tara             | Lynda P. Frazier          | 6 episodis |
| 2014-present | How to Get Away with Murder       | Annalise Keating          | Protagonista Primetime Emmy a la millor actriu en sèrie de televisió dramàtica (2015) Nominació − Globus d'Or a la millor actriu en sèrie de televisió dramàtica (2015, 2016) Nominació − Primetime Emmy a la millor actriu en sèrie de televisió dramàtica (2016, 2017) |